# Houville-en-Vexin
Houville-en-Vexin ist eine französische Gemeinde mit 234 Einwohnern (Stand: 1. Januar 2022) im Département Eure in der Region Normandie (vor 2016 Haute-Normandie). Sie gehört zum Arrondissement Les Andelys und zum Kanton Romilly-sur-Andelle. Die Einwohner werden Houvillais genannt.

## Geographie
Houville-en-Vexin liegt etwa 27 Kilometer südöstlich von Rouen. Umgeben wird Houville-en-Vexin von den Nachbargemeinden Bacqueville im Norden, Écouis im Nordosten und Osten, Frenelles-en-Vexin im Osten und Südosten, Cuverville im Süden, Heuqueville im Südwesten und Westen sowie Amfreville-les-Champs im Nordwesten.

## Bevölkerungsentwicklung
| Jahr                       | 1962 | 1968 | 1975 | 1982 | 1990 | 1999 | 2006 | 2019 |
| Einwohner                  | 125  | 108  | 94   | 122  | 167  | 168  | 204  | 234  |
| Quellen: Cassini und INSEE |      |      |      |      |      |      |      |      |

## Sehenswürdigkeiten
- Kirche Saint-Martin in Marcouville aus dem 14. Jahrhundert
- Kirche Saint-Gervais-et-Saint-Protais aus dem 16. Jahrhundert
- Pfarrhaus aus dem 18. Jahrhundert
- Reste des Schlosses Marcouville aus dem 18. Jahrhundert
- Gutshof von Marcouville aus dem 18. Jahrhundert

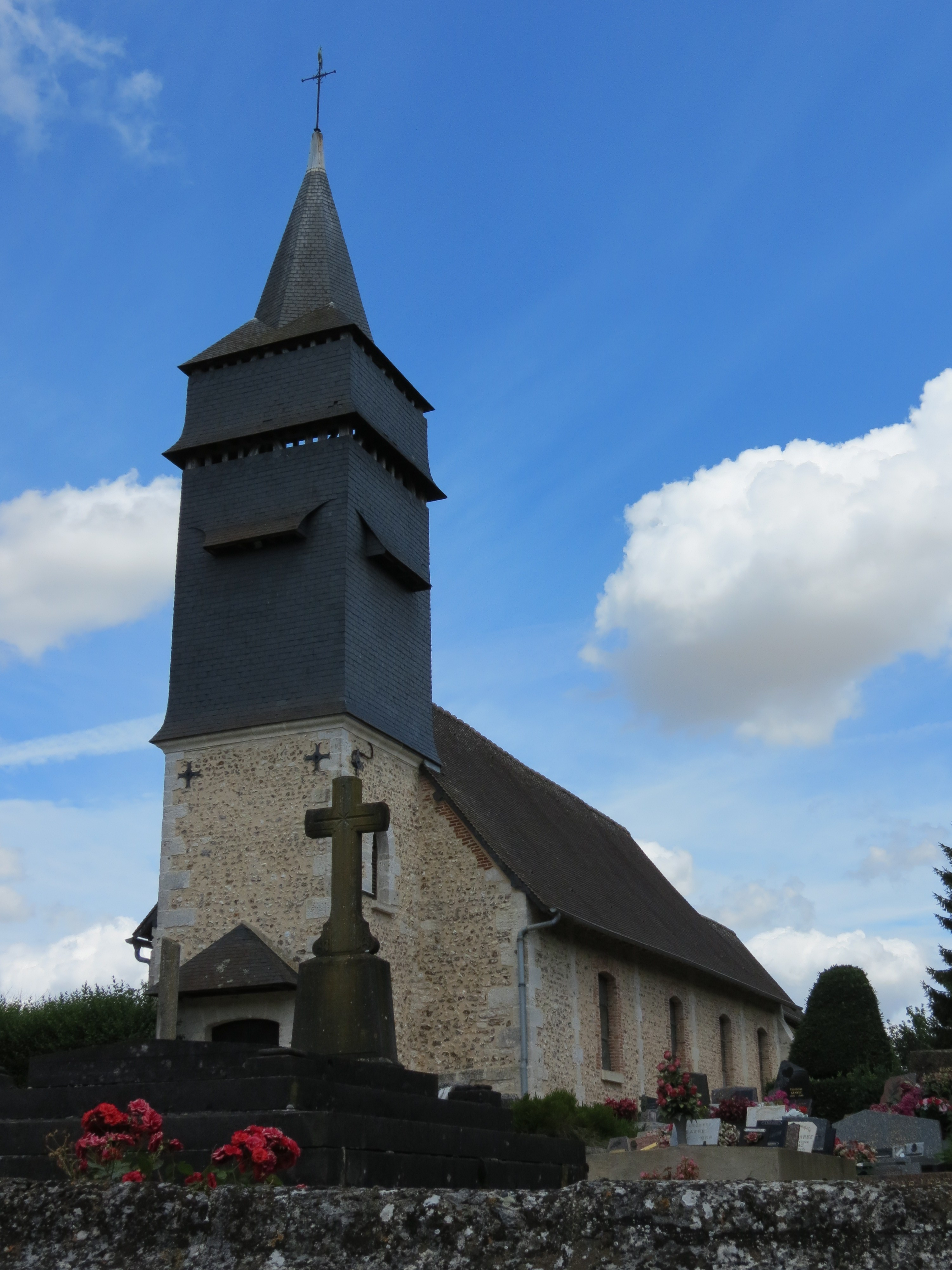
Kirche Saint-Gervais-et-Saint-Protais
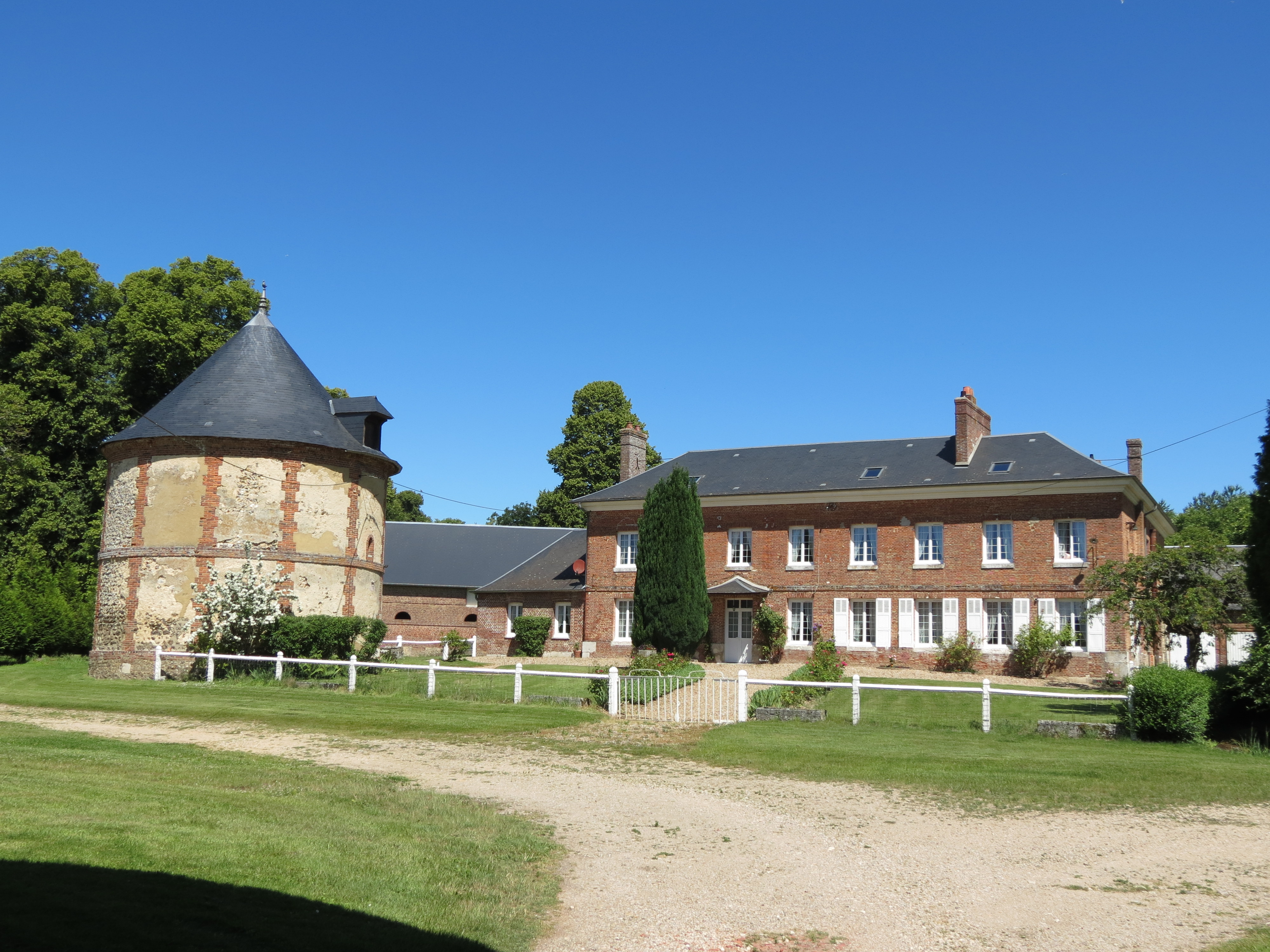
Gutshof von Marcouville